# マイヤー・ファン・デン・ベルグ美術館

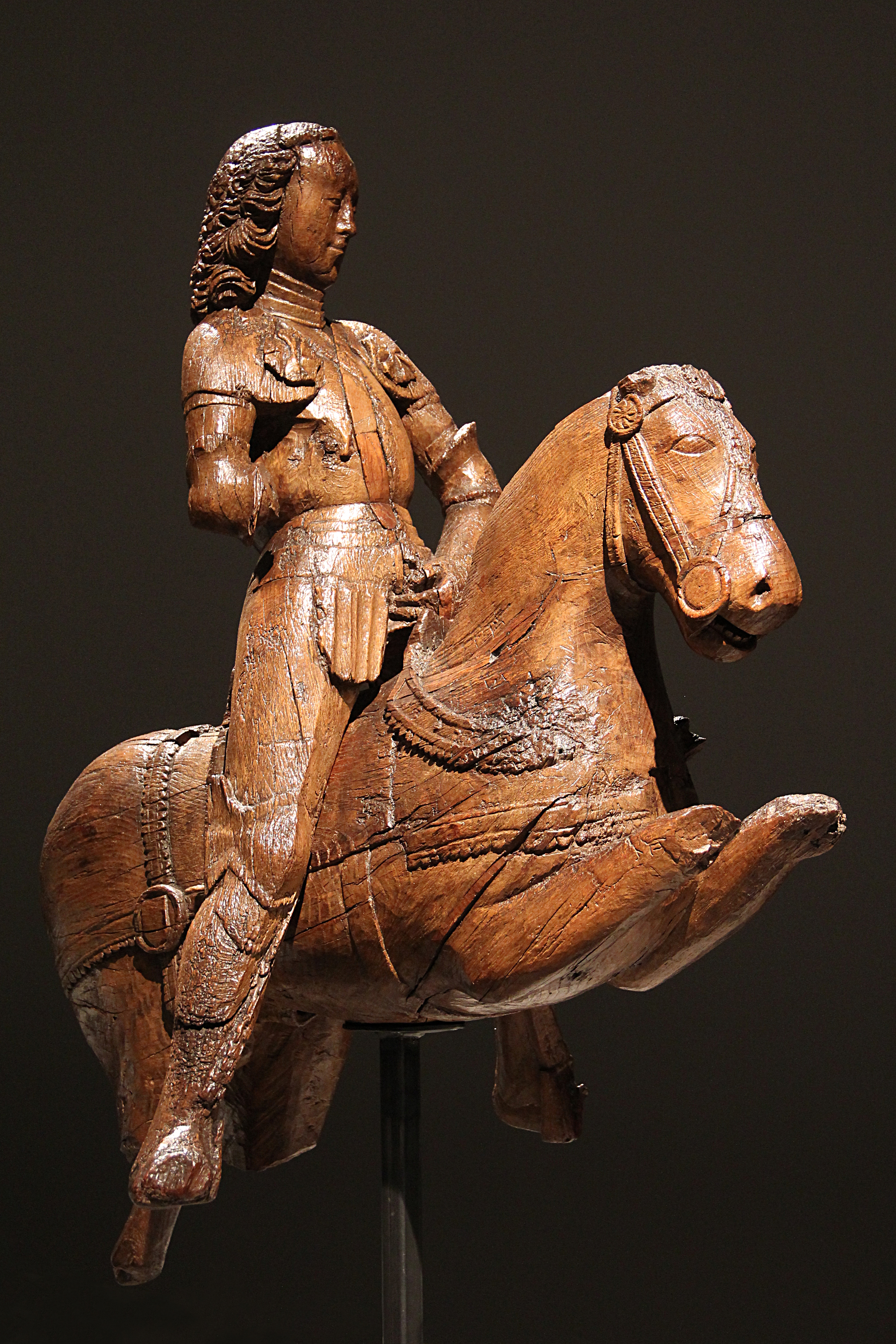
馬に乗った聖ジョージを表すオークの像（1480-1499）。

マイヤー・ファン・デン・ベルグ美術館（Museum Mayer van den Bergh）は、アントウェルペンにある美術館である。

## 沿革
美術品蒐集家であった貴族フリッツ・マイヤー・ファン・デン・ベルフ（1858年 - 1901年）の個人コレクションを展示している。彼の死後、母ヘンリエットによりネオ・ゴシック調の邸宅が建設され、1904年からコレクションとともに一般公開されている。

## コレクション
14世紀から16世紀にわたる絵画や彫像、写本、ステンドグラス、陶器、タペストリー、調度などを主に収蔵している。ピーテル・ブリューゲルの『悪女フリート』が有名だが、他にもクエンティン・マサイス、ヨース・ファン・クレーフェ、コルネリス・デ・フォス、ヤン・ブリューゲル、ヤン・ホッサールト、ピーテル・アールツェンなどの作品を所蔵している。

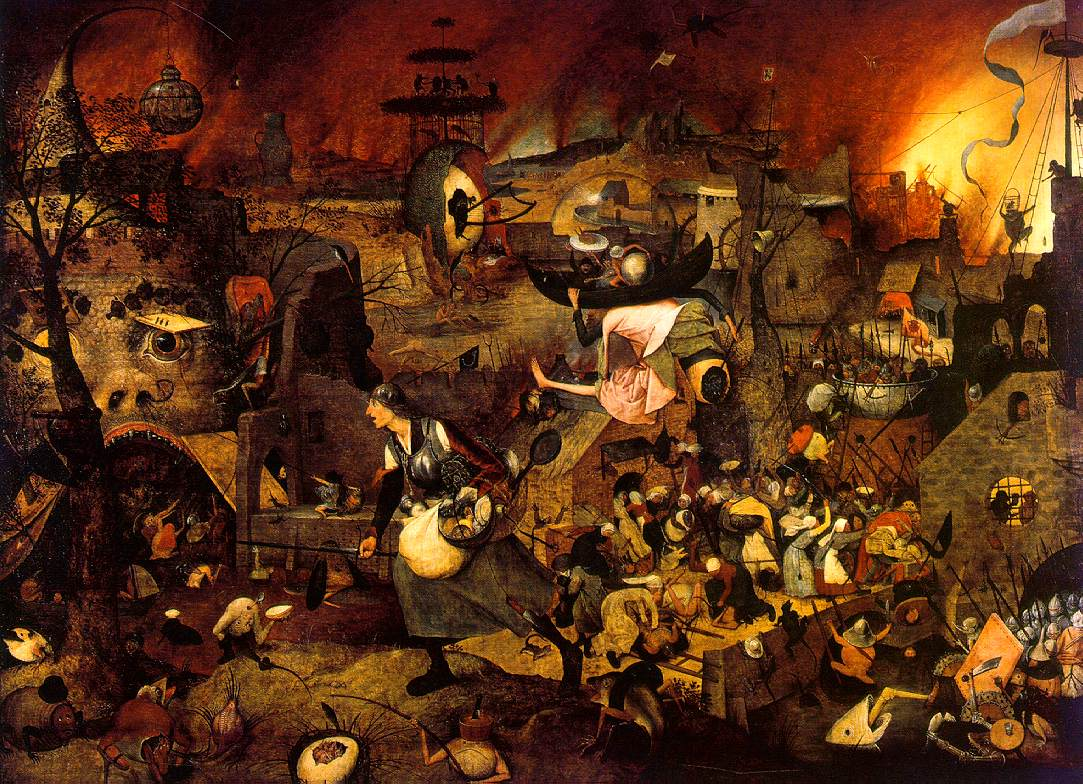
『悪女フリート』 ピーテル・ブリューゲル
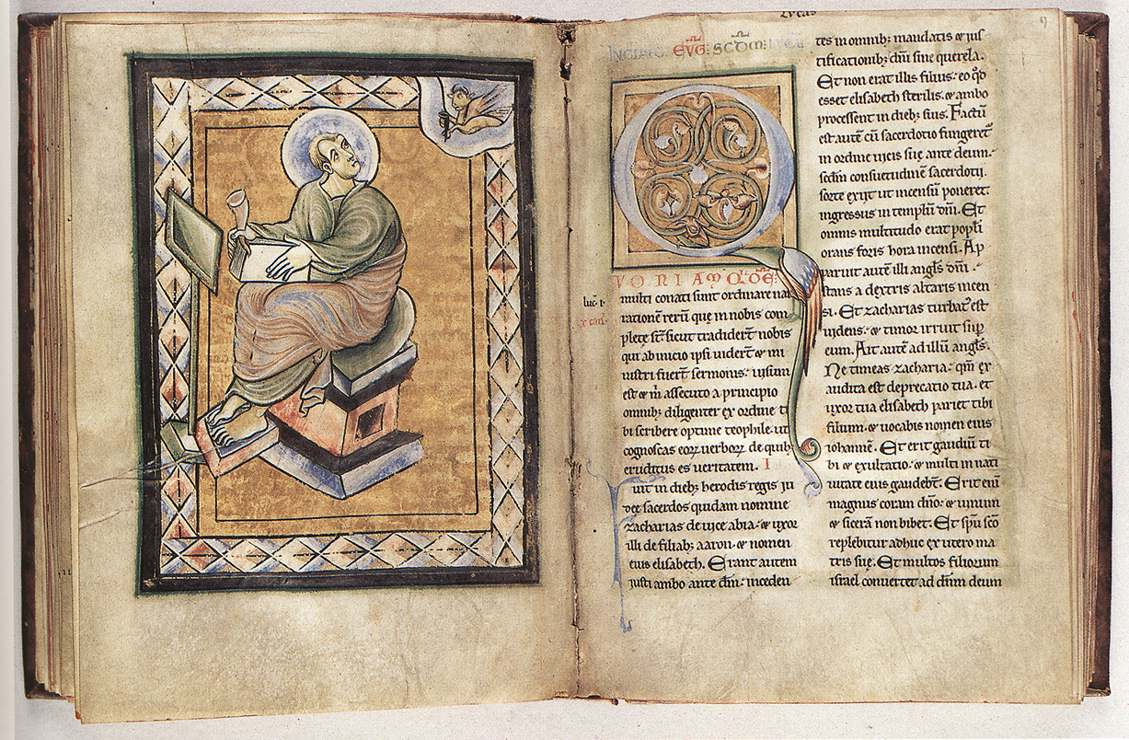
12世紀の写本、サンタマン修道院の福音書
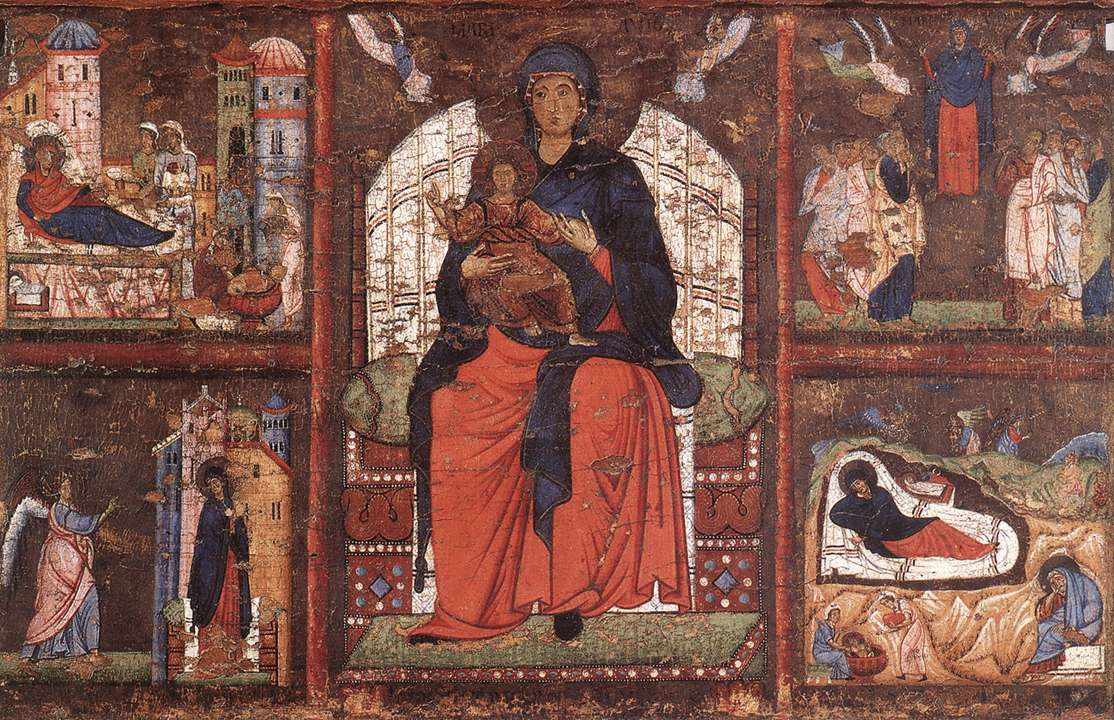
作者不詳の聖母子像 (1270年代)
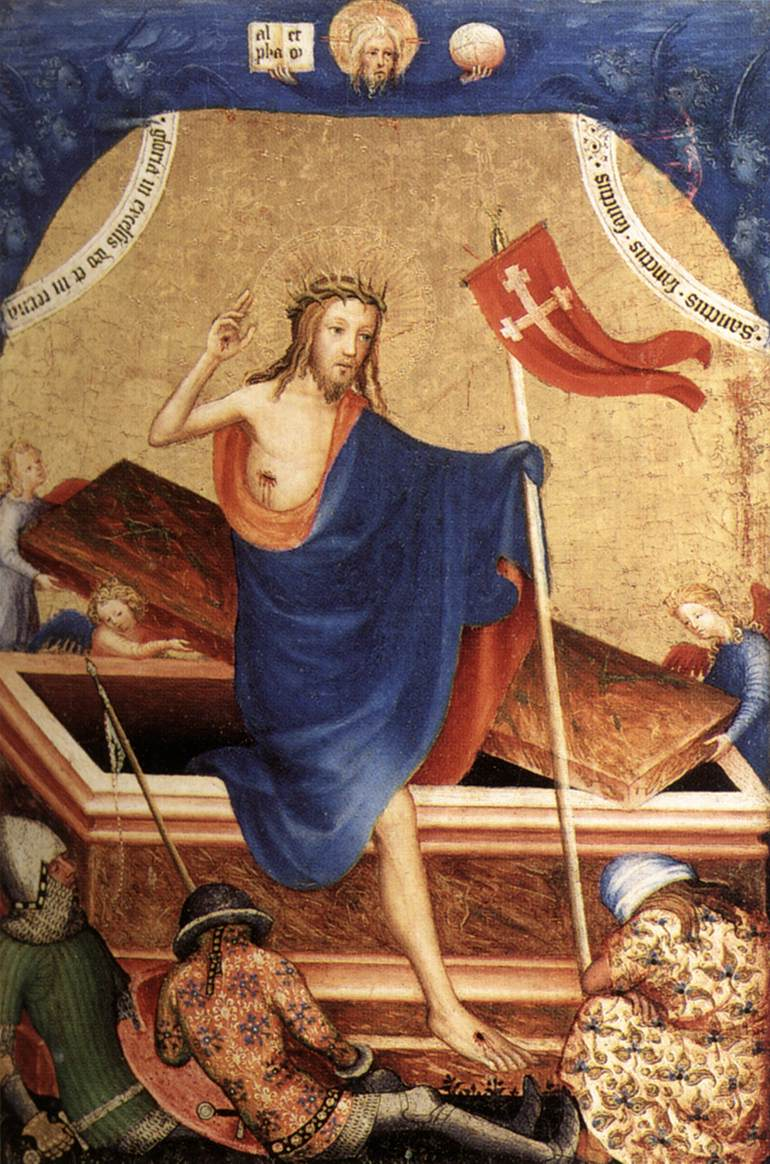
「復活」(Antwerp-Baltimoreの4連祭壇画から)、(c.1380)
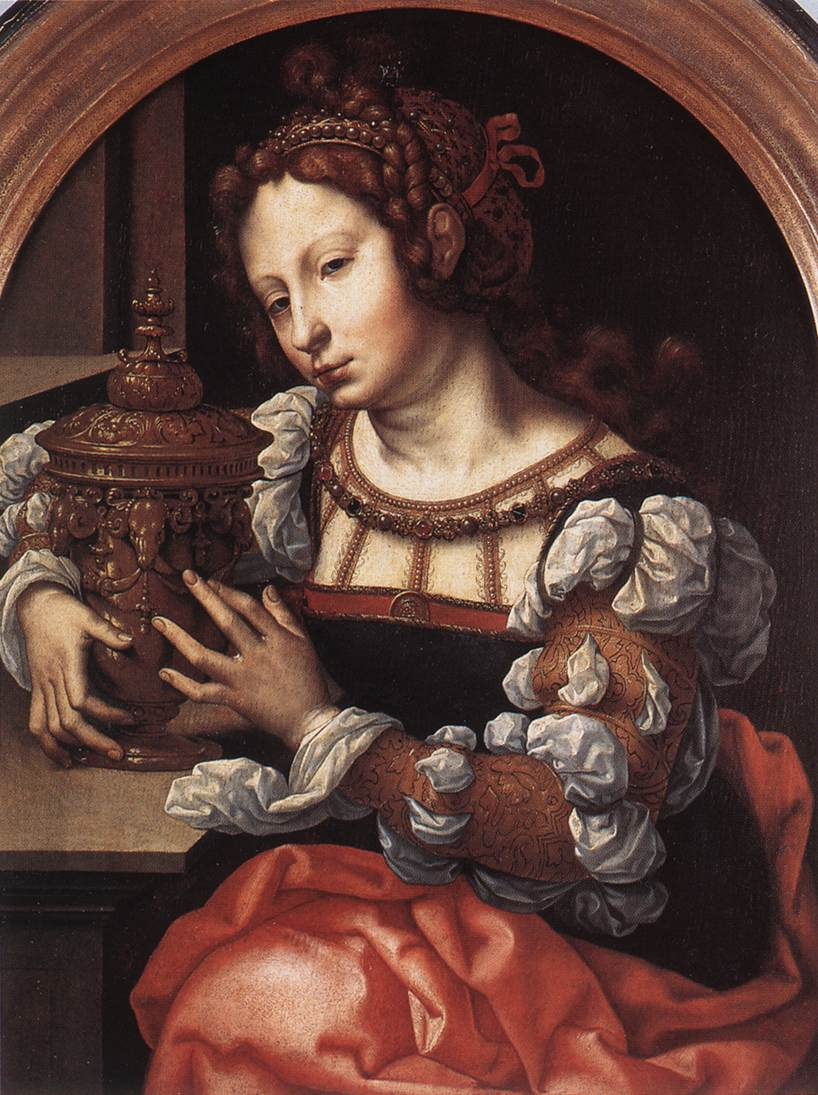
Lady Portrayed as Mary Magdalene ヤン・ホッサールト
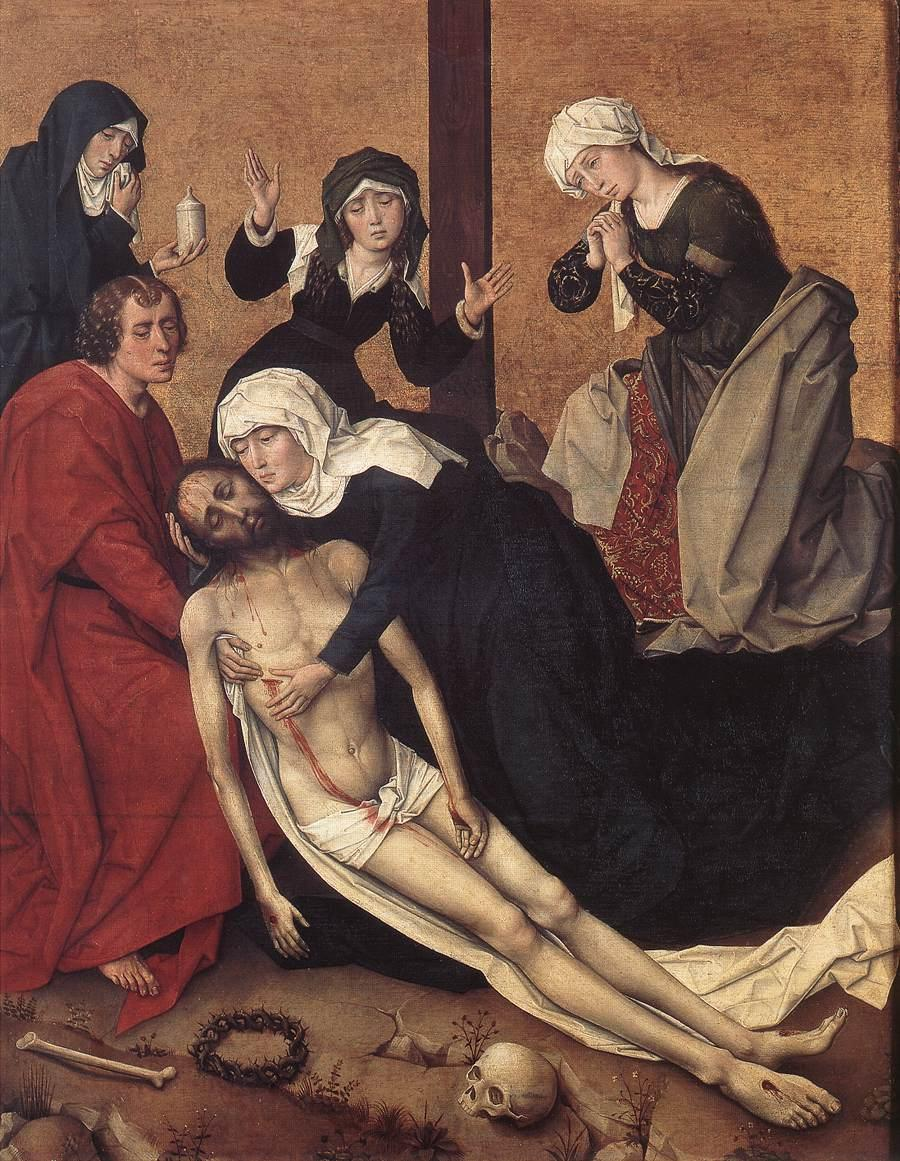
「ピエタ」、15世紀 フランケ・ファン・デル・シュトック
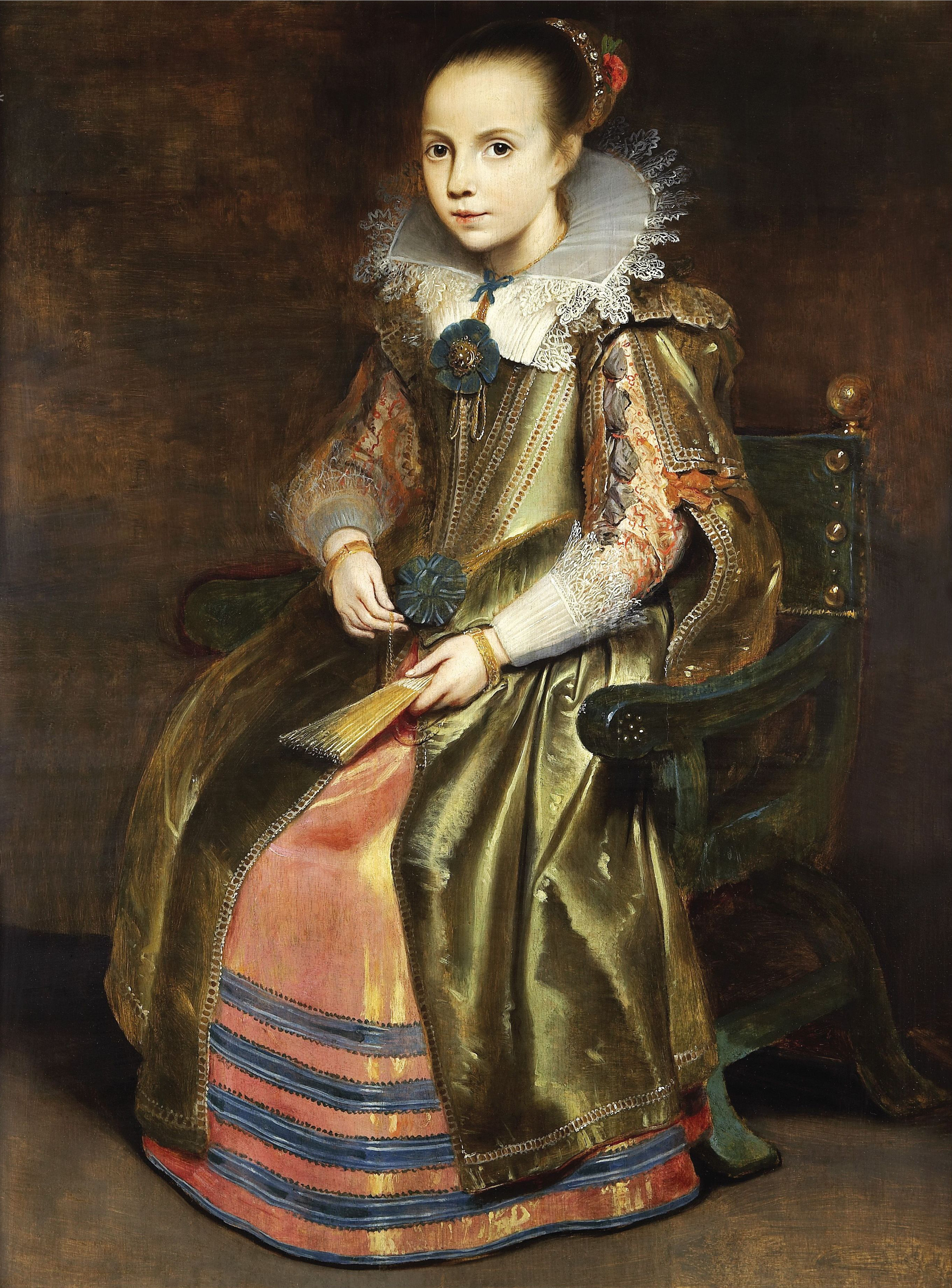
Elisabeth Vekemans als meisje(c.1625) コルネリス・デ・フォス
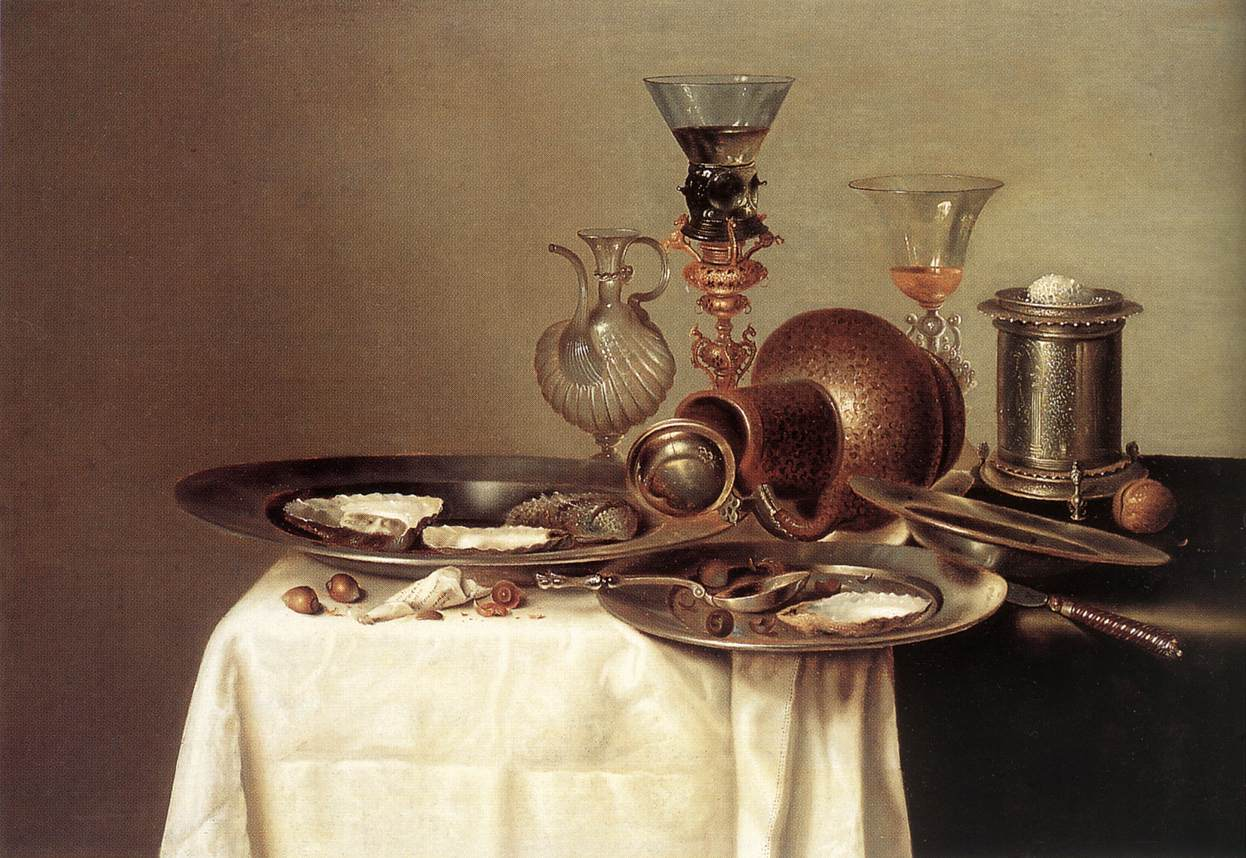
静物 (1637) ウィレム・クラースゾーン・ヘーダ